# Apeadero Kilómetro 501
Kilómetro 501 es una estación de ferrocarril en carácter de apeadero, ubicada en las afueras de la localidad de Cote Lai del departamento Tapenagá, provincia del Chaco, Argentina.

## Servicios
Es una estación intermedia del servicio interprovincial que presta la empresa estatal Trenes Argentinos Operaciones entre las estaciones Los Amores y Cacuí, Provincia del Chaco.
Presta un servicio ida y vuelta cada día hábil entre cabeceras.
Las vías por donde corre el servicio, corresponden al Ramal F del Ferrocarril General Belgrano, las mismas son propiedad del estado de la Provincia del Chaco.